# Ex tenebris
Ex tenebris (vertaling: uit de duisternis) is het tweede studioalbum van White Willow uit Noorwegen. Na het vorige album volgden wat optredens, maar dat kon niet voorkomen dat White Willow bijna ter ziele was (gegaan). Bij dit tweede album trad Jacob C. Holm-Lupo veel meer op de voorgrond als leider van de band. Het album is opnieuw opgenomen in de Frydenlundstudio in Oslo. Van een echt Noorse band is (nog) geen sprake, veel van onderstaande musici zijn afkomstig uit Zweden. De muziek bestaat uit rustige en sombere Noorse volksmuziek verpakt in progressieve rock/folkrock. In het dankwoord worden Nick Drake, Blue Oyster Cult en King Crimson genoemd.

## Musici
- Jacob C. Holm-Lupo – gitaar, toetsinstrumenten
- Jan Tariq Rahman – toetsinstrumenten waaronder mellotron, theremin, zang
- Sylvia Erichsen – zang
- Frode Lia – basgitaar
- Mattias C. Olsson – slagwerk

Met
- Teresa K. Eklund – spreekstem op Helen and Simon Magus
- Asa Eklund – zang op Thirteen days
- Audun Kjus – dwarsfluit op The book of love en Helen and Simon Magus.

## Muziek
Alle van Holm-Lupo behalve waar aangegeven 

| Nr. | Titel                                                | Duur  |
| --- | ---------------------------------------------------- | ----- |
| 1.  | Leaving the house of Thanatos                        | 8:06  |
| 2.  | The book of love                                     | 4:56  |
| 3.  | Soteriology (Jacob C. Holm-Lupo, Teresa K. Aslanian) | 5:05  |
| 4.  | Helen and Simon Magus (tekst Teresa K. Aslanian)     | 9:16  |
| 5.  | Thirteen days                                        | 2:50  |
| 6.  | A strange procession . . .                           | 4:07  |
| 7.  | . . . a dance of shadows                             | 13:52 |